# Kalle Väisälä
Kalle Väisälä (1893-1968) est un mathématicien finlandais. Il fut professeur à l'université de Turku et à l'université technologique d'Helsinki, professeur auxiliaire à l'université d'Helsinki et professeur de mathématiques à l'école secondaire Munkkiniemi. Il fut aussi un innovateur en mathématiques et passionné d'espéranto. 

## Biographie

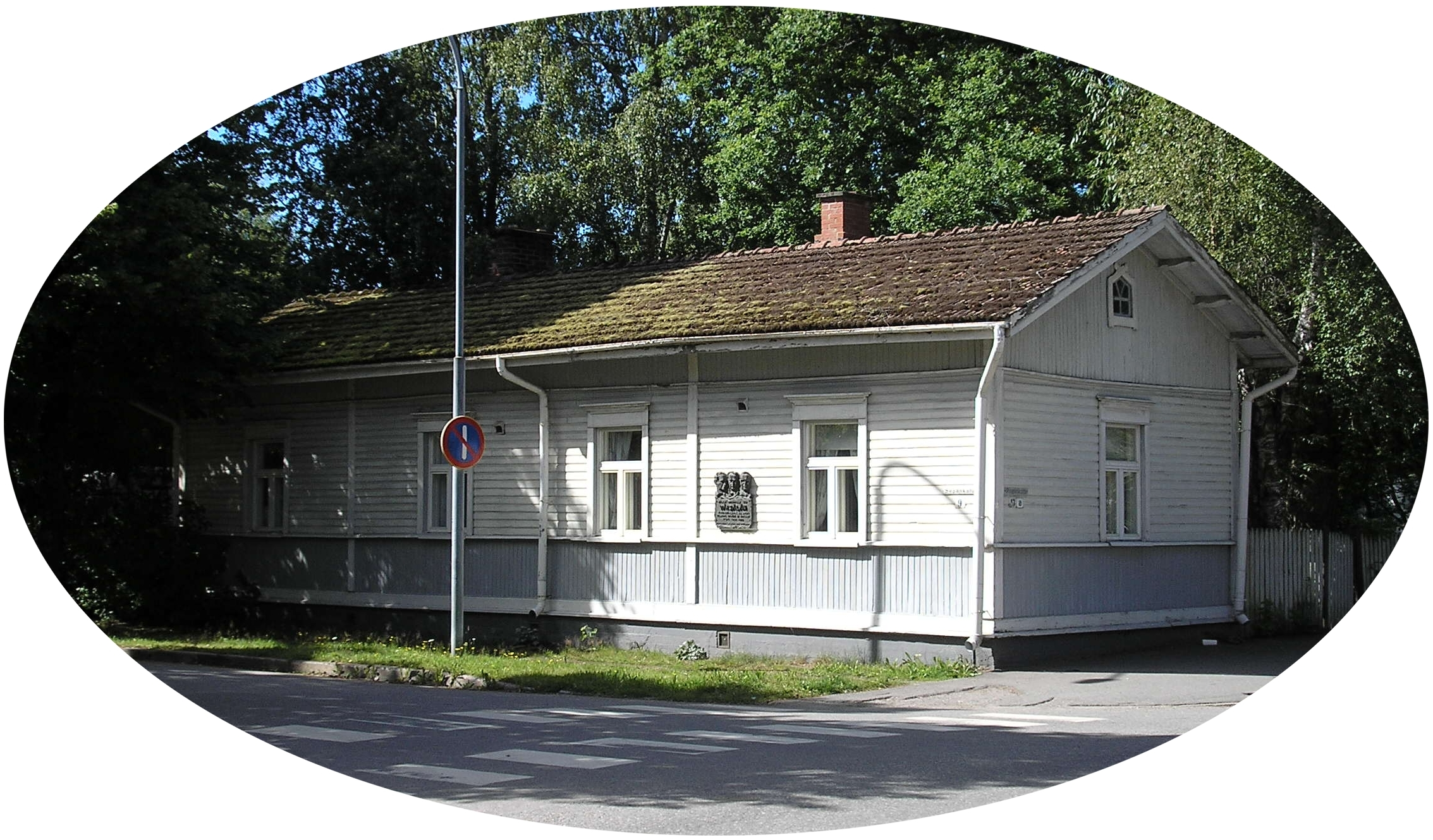
Maison en bois qui fut la demeure des frères Väisälä de 1904 à 1919.

Kalle Väisälä est né à Kontiolahti de Johannes Veisell, employé de bureau, et Emma Brigitta Jääskelä. Après avoir terminé le lycée en 1911, il étudia les mathématiques à l'université d'Helsinki puis à Göttingen entre 1914 et 1920, et également à Stockholm en 1916-1917. Il obtint ainsi son baccalauréat en sciences en 1914, sa licence en 1916 et son doctorat en 1917 à l'Université d'Helsinki, le sujet de sa thèse de doctorat portait sur les équations quintiques.
Après avoir obtenu son diplôme, Väisälä fut professeur auxiliaire de mathématiques à l'université d'Helsinki de 1917 à 1922. Il a ensuite travaillé comme professeur de mathématiques à l’Université de Tartu de 1919 à 1922, puis fut nommé professeur de mathématiques à l'Université de Turku en 1922 et il est resté à cet endroit jusqu'en 1938. De 1934 à 1938, il fut également vice-recteur de l'université de Turku.
En 1939, Väisälä devint professeur de mathématiques à l'université de technologie d'Helsinki et continua comme professeur à temps partiel à l'Université de Turku jusqu'en 1949. Il fut également professeur auxiliaire à l’Université d’Helsinki de 1939 à 1957.
Il est connu pour ses développement mathématiques et écrivit plusieurs papiers et livres sur le sujet. Son livre « Vector Analysis » est encore très utilisé en mathématiques dans les universités finlandaises. Il a également produit des manuels d'algèbre et de géométrie utilisés dans les collèges et les lycées. À travers son travail, il a renouvelé les manuels existants et, par conséquent, l'enseignement des mathématiques dans les écoles.

## Vie personnelle
Kalle Väisälä avait deux frères qui se firent aussi connaître, soit Vilho Väisälä qui était météorologue et fonda la compagnie d'instruments Vaisala et Yrjö Väisälä qui fut physicien et astronome. Le prix Väisälä est un prix en espèces de 15 000 € de la fondation Väisälä et attribué aux disciplines représentées par Vilho, Yrjö et Kalle Väisälä.
Kalle Väisälä s'est marié en 1923 avec Eeva Lyydia Kukkola. Le couple a eu six enfants dont Jussi également  mathématicien et professeur de mathématiques émérite de l'Université d'Helsinki.